# 福建湖蛭
福建湖蛭（学名：Limnotrachelobdella fujianensis）为鱼蛭科湖蛭属的动物。其种加词“fujianensis”意为“福建的”。在中国大陆，分布于福建、广东等地，营寄生生活，寄生于海水鱼赤点石斑鱼与前鳞鲻的鳍上。该物种的模式产地在福建厦门。